# Antonio Amantea
Antonio Amantea (Lecce, 1894. szeptember 28. – Lecce, 1983. július 13.) egy olasz származású vadászpilóta volt, szolgálata során 5 igazolt és 4 igazolatlan légi győzelmet szerzett. Az 1983-ban bekövetkezett haláláig ő volt az utolsó élő olasz első világháborús ászpilóta.

## Élete
1894-ben született az olaszországi Lecce-ben.
1914 szeptemberében megkapta behívóját, előtte mint villanyszerelő dolgozott. Az alapkiképzés után a tüzérséghez osztották be, a 13. tüzér ezredbe.  Később azonban áthelyezték a légierőbe, ahol a 43a (Squadriglia 43) repülő osztag pilótája lett. Már a pilótaképzés előtt is tudott repülőt vezetni, ezt az bizonyítja, hogy katonai pilótává képzése előtt már 173 harci bevetésen volt túl.
1917 márciusában a 71a (Squadriglia 71) tagja lett, majd augusztus 2-án megszerezte első légi győzelmét. Augusztus 23-án 1 igazolatlan, augusztus 24-én pedig 1 igazolt, és egy igazolatlan légi győzelmet könyvelhetett el, azonban Amantea roppant igazságtalannak tartotta, hogy nem tehette igazolttá győzelmét.
A háborút végül 5 igazolt és 4 igazolatlan légi győzelemmel fejezte be. Az első világháborút  követően Amantea lemondott hadnagyi rangjáról és elhagyta az olasz hadsereget. 1922-ben azonban visszatért és 1946-ig szolgálta hazáját. Számos kisebb-nagyobb csetepatéban részt vett.
1983-ban hunyt el 89 éves korában, szülővárosában.

## Légi győzelmei
| Sorszám     | Dátum               | Egység | Ellenfél       | Csata helye   |
| ----------- | ------------------- | ------ | -------------- | ------------- |
| 1           | 1917. augusztus 2.  | 71ª    | Ismeretlen     | Arsiero       |
| Igazolatlan | 1917. augusztus 23. | 71ª    | Ismeretlen     | Monte Pasubio |
| 2           | 1917. augusztus 24. | 71ª    | Albatros D.III | Forte Luserna |
| Igazolatlan | 1917. augusztus 24. | 71ª    | Ismeretlen     | Monte Verena  |
| 3           | 1917. november 18.  | 71ª    | Ismeretlen     | Monte Spitz   |
| Igazolatlan | 1917. november 18.  | 71ª    | Ismeretlen     | Tonezzo       |
| Igazolatlan | 1918. január 28.    | 71ª    | Ismeretlen     | Val Frenzea   |
| 4           | 1918. március 22.   | 71ª    | Ismeretlen     | Pasubio       |
| 5           | 1918. május 3.      | 71ª    | Ismeretlen     | Tonezza       |